# Campo in ferro

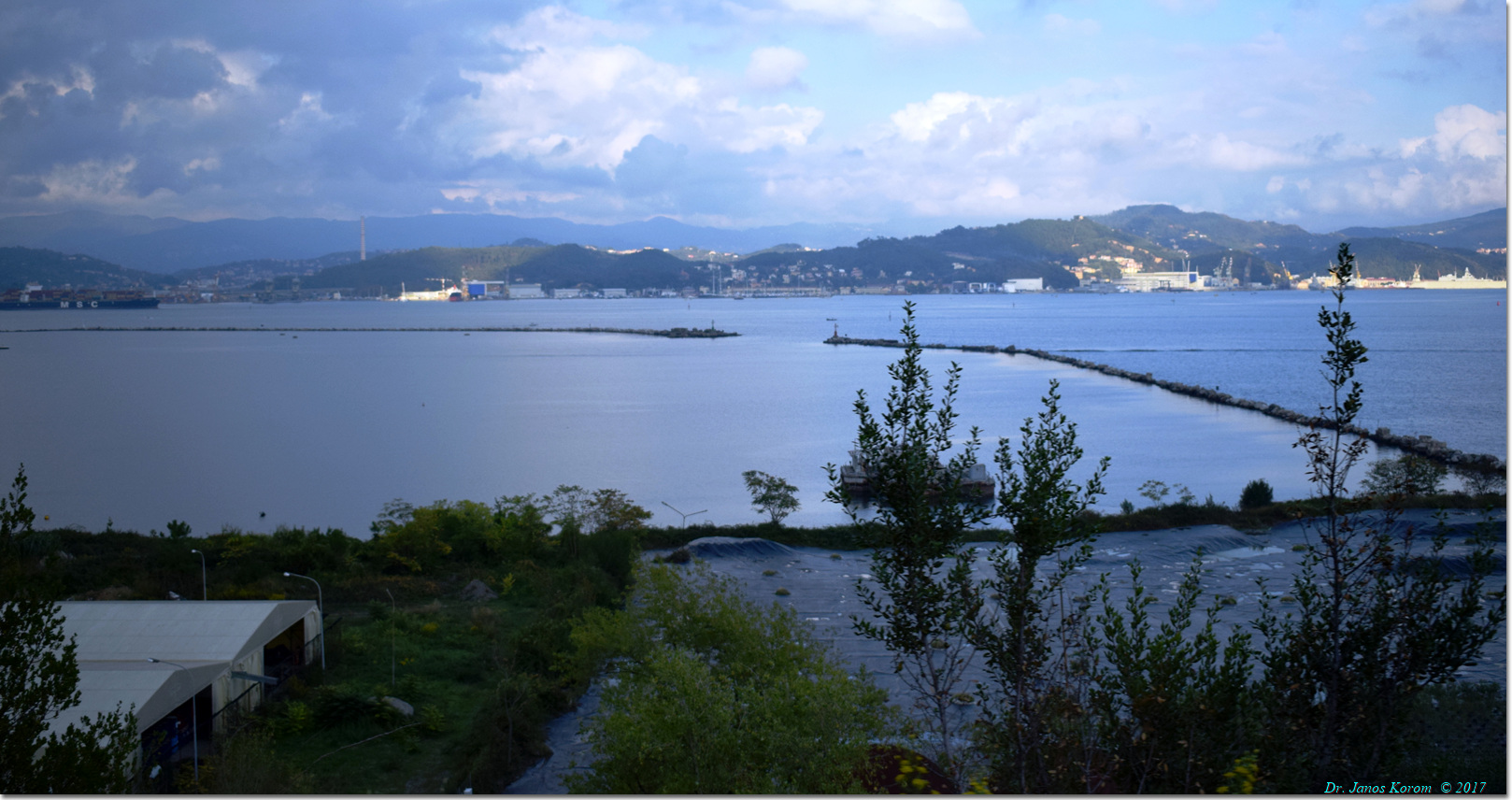
La discarica abusiva nota come Campo in ferro

Campo in ferro, meglio noto come Sito deposito e magazzino, è un'area di oltre 30.000 metri quadrati, all'interno dell'Arsenale militare marittimo della Spezia, utilizzata negli anni come discarica.

## Storia
Prima della costruzione dell'Arsenale, poche decine di metri al largo della costa, sorgeva una sprugola, resa nota dalle descrizioni di Giovanni Capellini e Spallanzani.
Con la realizzazione dell'area militare la costa venne interrata e nell'area fu costruito un bacino di stagionatura dei legnami. Quando le unità navali iniziarono ad essere corazzate e costruite con metalli, il bacino fu abbandonato e negli anni a seguire divenne una vera e propria discarica. Tuttavia pare non vi siano documenti che comprovino l'utilizzo da parte dell'amministrazione militare a sito di conferimento di rifiuti.
Scoperta da una inchiesta nel 2003, nei decenni precedenti nel sito vi sono stati conferiti rifiuti di ogni genere: amianto, accumulatori al piombo, parti di elettrosegnalatori, pale di elicottero, fusti metallici con vernici e diluenti, batterie, pneumatici e anche materiale radioattivo. Quest'ultimi materiali furono trasferiti alla base del CISAM, a Pisa.
L'autorità giudiziaria spezzina procedette al sequestro dell'area e ad una caratterizzazione del suo contenuto. Il procedimento che ne seguì fu archiviato.
Attualmente l'area è ricoperta da un geotessuto, permanendo una quantità di rifiuti industriali che è stata quantificata in circa 40.000 tonnellate.